# Bayamón
Bayamón es un municipio del Estado libre Asociado de Puerto Rico. Está situado en el valle costero norteño, al norte de Aguas Buenas y Comerío, al sur de Toa Baja y de Cataño, al oeste de Guaynabo y, al este de Toa Alta y de Naranjito. Se extiende por doce distritos y por el Pueblo de Bayamón, el cual es el centro administrativo y principal núcleo de población del municipio. 
Se trata de una de las mayores ciudades de Puerto Rico, y se sitúa en lo que se considera el área metropolitana de la Isla. Comparte su estado del área metropolitana con los municipios de San Juan, Guaynabo, Cataño, Toa Baja, Carolina y Trujillo Alto. A diferencia de los municipios de Ponce, Aguadilla y Mayagüez, no tiene un aeropuerto debido a su proximidad a San Juan, la capital de la Isla.

## Etimología
Se cree que su nombre deriva de un cacique local llamado Bahamón. Otros aseguran que el nombre deriva de la palabra taína "Bayamón" y del (río Bayamón), que es el nombre de uno de los ríos que cruzan la ciudad. También se lo conoce por los sobrenombres de El Pueblo del Chicharrón o la Ciudad de las Ciencias, por hallarse en este pueblo el parque de las Ciencias.

## Historia
Bayamón fue fundado el 22 de mayo de 1772 por Juan Ramírez de Arrellano. Antes de Bayamón poseer calles, la comunicación con San Juan se hacía por el río. Se tomaba una yola en el embarcadero y se entraba en la bahía por Palo Seco. Al regresar de San Juan, se entraba por el caño de San Fernando de Cataño y se desembarcaba al final de la ciénaga en la Hacienda Santa Ana. En 1791, se realizó el primer plano del poblado por el comandante Ignacio Mascró y Homar, un ingeniero militar. En 1831, Bayamón se encontraba dividido en los siguientes barrios: Hato Tejas, Pájaros, Palo Seco, Buena Vista, Pastel, Cerro Gordo, Juan Ascencio, Guaraguao, Santa Olaya y Minillas. En 1878, hubo cambios notables en la organización municipal, ya que el barrio Ascencio pasó a ser parte del municipio de Aguas Buenas y el barrio Palo Seco aparece como parte de Toa Baja. En ese mismo año, Bayamón estaba compuesto por los siguientes barrios: Palmas, Cataño, Juan Sánchez, Hato Tejas, Pájaro, Santa Olaya, Buena Vista, Barrio Nuevo, Dajaos, Guaraguao Arriba, Guaraguao abajo, Minillas, Cerro Gordo, Guaynabo, Pueblo Viejo, Santa Rosa, Camarones, Sonadora y Guaraguao. Para el 1912, los barrios Guaraguao, Guaynabo, Pueblo Viejo, Santa Rosa y Sonadora, le son retirados y pasaron a formar parte del Municipio de Guaynabo.

## Heráldica y vexilología

### Bandera
El 29 de marzo de 1977 la Asamblea Municipal de Bayamón aprobó oficialmente la bandera de Bayamón según la resolución 59 del 8 de abril de 1971. Consiste en un campo blanco y una cruz latina llana de color azul y ribeteada de amarillo. Mantiene en su diseño y colores los mismos simbolismos que el escudo municipal.   

### Escudo
Los colores principales del escudo son azul y plata y, representan las aguas del río Bayamón, donde se fundó la primera refinería hidráulica de la caña de azúcar de Puerto Rico en 1549. El centro contiene la Santa Cruz, titular de la iglesia matriz de la municipalidad, y el nombre de la antigua hacienda de caña de azúcar donde se originó la población, representada por la cruz heráldica denominada "Cruz del Calvario". Las flores de la caña de azúcar (guajanas) se refieren directamente a la industria de la caña de azúcar que es de importancia social y económica al origen y al desarrollo de Bayamón. La corona de la cinco torres, que se utiliza para las ciudades, fue asignada a Bayamón como excepción por su desarrollo urbano extraordinario, la magnitud de su población y su dignidad religiosa, que será levantada posiblemente para convertirse en asiento episcopal. El lema "IN HOC SIGNO VINCES" hace referencia al emperador Constantino cuando en el IV siglo tuvo la visión en la cual la victoria le sería prometida si aceptaba la cruz del cristianismo como su emblema.

### Himno
El himno de Bayamón fue aprobado por la asamblea municipal del municipio el 22 de abril de 1988, siendo el presidente de dicho cuerpo, Antonio Silva Delgado. El día 25 del mismo mes fue aprobada finalmente por el ejecutivo municipal. La Administración Municipal de Bayamón encomendó el arreglo del mismo a Pedro Rivera Toledo, mientras que la música a Rafi Escudero.

## Geografía, clima y topografía

### Geografía
El Municipio de Bayamón ocupa una franja alargada de norte a sur en el centro de la mitad occidental del cuadrante nordeste de la isla. Su extensión es de 28.716 cuerdas, que equivalen a 43,57 millas cuadradas. Durante la década de los 1920, Bayamón perdió su acceso al mar, mediante la creación del Municipio de Cataño. El punto más cercano al océano Atlántico está a una milla y media al sur de la bahía de Palo Seco. Los ríos de Bayamón incluyen: Bayamón, Hondo, Mini Bucarabones, La Plata y Cuesta Arriba.

### Clima
El clima de Bayamón es cálido y húmedo. Datos históricos de la climatología del área indican que la temperatura media anual es de 76,6 grados Fahrenheit (24,7 °C). La variación entre los meses más cálidos y más fríos es muy leve. El promedio mensual más alto, 79,3 grados Fahrenheit; ocurre durante los meses de agosto y septiembre. El promedio más bajo, 72 grados Fahrenheit; ocurre durante febrero y marzo. Igualmente, las variaciones diarias son muy leves. Las temperaturas pueden bajar hasta 60 °F en invierno y en el verano alcanzan los 95 °F, las temperaturas récord son de 50 °F como mínima y 99 °F como máxima. La precipitación anual es de 77 pulgadas. La estación húmeda comienza en mayo y se extiende hasta diciembre. La estación seca se inicia en enero y se extiende hasta abril. Los meses más húmedos son: julio, agosto y septiembre. Durante cada uno de esos tres meses la precipitación pluvial promedio es de ocho pulgadas mensuales. Durante los meses secos llueve menos de cuatro pulgadas mensuales.

### Topografía
Las elevaciones del terreno en Bayamón varían desde dos metros sobre el nivel del mar en el barrio Juan Sánchez (Urb. Los almendros) en el llano costero, hasta los 552 metros en el barrio Guaraguao arriba (cerro La Peña). Igualmente los terrenos varían en inclinación desde las llanuras de la costa hasta los muy empinados en la región montañosa. El análisis topográfico revela que varían considerablemente en sus características, razón principal por la que en Bayamón se encuentran 17 grupos distintos de suelos con 21 series.

### Población
El Municipio de Bayamón registró una población de 224.044 habitantes según el censo federal del año 2000. La data presentó que 116.540 eran féminas (52 %) y que 107.504 eran varones (48 %). La mediana de la población fue de 33,6 años. Para el año 2000, el 73 % de la población (164.045 habitantes) era mayor de 18 años. Bayamón continúa siendo el segundo municipio de Puerto Rico, en tamaño poblacional, después de San Juan. Teniendo un área de 112,84 km², con una población de 224.044 habitantes, su densidad poblacional está en los 5142 habitantes por milla cuadrada. Una densidad que está cerca de ser cinco veces mayor a la de toda la isla; que para el año 2000 era de 1119,7 habitantes por milla cuadrada.

## Economía

### Agricultura
Café, pomelo, azúcar y tabaco.
- El primer molino de azúcar hidráulico en la isla fue construido en Bayamón cerca de 1548.

### Industrias
- Bayamón posee una industria con fábricas de piezas de auto, alimentos conservados, relojes, ropa, maquinaria, latas de aluminio, productos de tabaco, herramientas, y cremalleras; También han incluido: Desarrollo de hierro, yardas del ladrillo, plantas de hielo, lecherías, y una refinería de petróleo. Fábricas grandes localizadas en Bayamón son: Gulf, Coca-Cola y Goya. Además, existen "parques industriales" como Luchetti, Corujo, Minillas y Buchanan Industrial Park.

## Patrimonio
- Antigua Casa Alcaldía
- Parque Central De Bayamón
- Teatro Braulio Castillo
- Teatro Oller
- Museo de Arte Francisco Oller
- Casa Museo Dr. José Celso Barbosa
- Estadio Juan Ramón Loubriel - el Estadio cuenta con una capacidad aproximada 12.500 personas. Instalaciones para el deporte del fútbol (soccer). Hogar del equipo de fútbol profesional Islanders de P.R., escuela de fútbol para niños y Estadio Nacional de Puerto Rico.
- Coliseo Rubén Rodríguez - el Coliseo cuenta con una capacidad aproximada de 11.375 personas. Presta sus servicios para actividades deportivas, artísticas, recreativas, religiosas, "trade shows", exhibiciones y graduaciones. Es también el hogar de los Campeones Vaqueros de Bayamón (Baloncesto Superior Nacional) y del equipo de voleibol femenino, Las Vaqueras.
- Parque Robert Junghanns
- Parque Forestal
- Paseo de las Estrellas
- Museo de Archivo Histórico de Bayamón
- Plaza de Recreo
- Escuela Bellas Artes
- Paseo Lineal Río Bayamón
- Hacienda Santa Ana
- El Puente de Suspensión, único en su clase en todo Puerto Rico.
- El parque de las Ciencias Luis A. Ferré es una facilidad recreativa y educativa orientada al descubrimiento de lo que es vivir en Bayamón.
- La Casa Alcaldía de Bayamón. El exalcalde Manuel Aponte Borrero comisionó y Ramón L. Rivera inauguró la Casa Alcaldía actual, que cruza sobre la carretera principal. Ha sido esta estructura conocida como el primer y único edificio aéreo del Caribe y muy pocos en el mundo por su complejidad arquitectónica.
- Bayamón es también una de las ciudades anfitrionas del tren Urbano (Metro del Área Metropolitana de Puerto Rico), contando con tres estaciones: Bayamón, Deportivo y Jardines, e inaugurado en el 2004.
- Estrella del Norte. Esta plaza alberga una escultura de 15,5 metros de largo y 1,5 metros de alto, cuyo diseño y concepto se basan en la Estrella Polar. Creada por el puertorriqueño Pablo Rubio, es considerada la escultura de arte público más larga del mundo.

## Gastronomía
La comida que más fama le ha brindado a esta localidad resulta ser el chicharrón de cerdo, que ya se conoce como: “Chicharrón de Bayamón”, y que tradicionalmente es acompañado con pan de hogaza, o más conocido como “pan de cachete”. Se sabe por algunos documentos propios de la época de la conquista española que en Puerto Rico se había reproducido bien el ganado vacuno y el porcino. Así, la población general de Puerto Rico añadió a su dieta el consumo de la carne de cerdo y, por lo tanto, del chicharrón. Poco a poco la producción y distribución de este producto se presentó vinculada al desarrollo de una industria principalmente hogareña. En un principio, la elaboración de chicharrón se efectuaba con utensilios muy rústicos: calderos, piedras y leña.

## Festivales y eventos
- Festividades Patronales de Santa Cruz - mayo
- Nacimiento de José Celso Barbosa - julio
- Festival del Chicharrón - julio
- Festival de Artesanía - julio

## Recreación
- Parque Lineal Río Bayamón - El 8 de junio de 2003 se inauguró el paseo lineal Río Bayamón, lugar que brinda a sus visitantes un espacio tranquilo y adecuado para ejercitarse a lo largo de seis millas. Consiste en un paseo lineal compuesto por dos vías, una para peatones y otra para bicicletas. El mismo inicia en la carretera PR 177 y finaliza en la carretera PR 22, ocupando una longitud aproximada de 9.0 kilómetros.

- Parque Robert Junghanns - Este parque está ubicado en la PR 167, en los terrenos que pertenecieron al ingeniero agrónomo Robert Junghanns. Él mismo sembró variedad de árboles en los predios que hoy conforman el parque que lleva su nombre. Entre dichos árboles se destacan laurel, cedro, capá, guaraguao y caoba entre otros.

- Parque Forestal - Ubicado en la carretera PR 167 sector Sabana en el barrio Buena Vista. Está disponible para el público en general para la celebración de diferentes tipos de actividades.

- Parque Central - El parque Central está convenientemente localizado en la PR 2 justo al lado de la Casa Alcaldía. Estas facilidades están disponibles al público en general y para el desarrollo de actividades privadas. Tradicionalmente, ha sido la sede de presentaciones musicales auspiciadas por la Administración Municipal de Bayamón para el disfrute de la ciudadanía.

- Parque Lineal Lomas Verdes.

## Deportes
- Los Vaqueros de Bayamón son los representantes de la ciudad en la liga de Baloncesto Superior Nacional (BSN) y el equipo con más campeonatos ganados en la historia, con 16, y ser el único en Puerto Rico en obtener cinco campeonatos consecutivos.
- En fútbol, el Estadio Juan Ramón Loubriel de Bayamón ha albergado a los Puerto Rico Islanders de la United Soccer Leagues First Division y el Bayamón F.C. de la Puerto Rico Soccer League.
- La famosa pelea de Boxeo de Alexis Argüello y Alfredo Escalera (su primera; la revancha igualmente legendaria fue llevada a cabo en Rímini, Italia) fue sostenida en Bayamón en 1978. Otra pelea que fue llevada a cabo en Bayamón fue la de Iván Calderón y Hugo Cazares.
- Bayamón Golf Course and Driving Range, estas nuevas facilidades están ubicadas en un predio de terreno de 54 cuerdas, localizado en la intersección PR 177 y PR 891 a orillas Río Bayamón. Este campo de golf es el único que existe dentro del área metropolitana. Consta de un “Driving Range” de dos niveles, un “Putting Range” y nueve hoyos.
- Centro de Tenis Honda, abierto en el año 2002, ofrece 16 canchas de tenis, clases para aprender las destrezas básicas y torneos que abarcan también a los jugadores en silla de ruedas.
- Gimnasio Miguel J. Frau, ofrece gimnasia, gimnasia Acrobática, taekwondo, boxeo y judo.
- Complejo Deportivo Onofre Carballeira, este complejo ha sido dedicado a la memoria del jugador de baloncesto Onofre Carballeira Umpierre. En este lugar se encuentran localizados el Coliseo Rubén Rodríguez el Estadio Juan Ramón Loubriel [Este estadio también es el Estadio Nacional de Puerto Rico], la Defensa Civil y el Gimnasio Miguel J. Frau. Brinda salones para actividades y estacionamiento para 3000 vehículos. El Complejo Carballeira está convenientemente localizado en la PR núm. 2 y el Tren Urbano hace parada en estas facilidades.
- Complejo Deportivo Rafael Martínez Nadal, ofrece una serie de canchas de voleibol de playa.
- Complejo Deportivo Efraín Calcaño Alicea, este complejo deportivo se inauguró en 1978. El mismo consta de canchas de baloncesto, pista para correr, campo de fútbol, dos canchas de tenis y piscina olímpica. La ciudadanía puede recibir allí clases de natación y fútbol americano.
- Bayamón Soccer Complex - Único centro deportivo en Puerto Rico con tres canchas de soccer, una de ellas en material sintético. Aquí lleva a cabo su operación el Bayamón Fútbol Club.

## Universidades
Bayamón cuenta con diez universidades, además de otra serie de colegios e instituciones académicas.
- American University (Recinto de Bayamón)
- Caribbean University (Recinto de Bayamón)
- NUC University (Recinto de Bayamón)
- Universidad Central de Bayamón
- Universidad Central del Caribe
- Universidad de Puerto Rico (Recinto de Bayamón)
- Universidad Interamericana de Puerto Rico (Recinto de Bayamón)
- Universidad Metropolitana (Recinto de Bayamón)
- NUC University IBC (Recinto de Bayamón)
- Centro de Estudios Multidiciplinarios (Recinto de Bayamón)